# Mineral de Peregrina
Mineral de Peregrina es una localidad situada al noreste del municipio de Guanajuato, en el estado homónimo, en México, y se encuentra a las faldas de la sierra de Santa Rosa a una altitud de 2450 m s. n. m.
Tiene 146 habitantes.
El Mineral de Peregrina es una comunidad minera, en la cual se encuentran 2 tiros o minas, La Mina o tiro de San Francisco, actualmente en abandono y de la cual en los años 1960 y 1970 se extrajo plata, oro, etc., y La Mina de Peregrina o tiro de Santa Lucía, de la cual hasta hoy en día se sigue extrayendo oro, plata y algunos otros minerales.